# Comuna Kamin, Dzerjînsk
Kamin (în ucraineană Камінська сільська рада) este o comună în raionul Dzerjînsk, regiunea Jîtomîr, Ucraina, formată din satele Hîmrîci și Kamin (reședința).

## Demografie
Componența lingvistică a satului Kamin
     Ucraineană (99,81%)
     Alte limbi (0,19%)
Conform recensământului din 2001, majoritatea populației satului Kamin era vorbitoare de ucraineană (99,81%), existând în minoritate și vorbitori de alte limbi.